# صالح حنتوس
صالح حنتوس هو رجل دين برز كأحد القادة الرئيسيين في محافظة ريمة. وُلد الشيخ صالح أحمد حنتوس في محافظة ريمة اليمنية، ونشأ في بيئة محافظة على القيم الإسلامية والعلم الشرعي. منذ شبابه، كرّس نفسه لخدمة الدين وتعليم القرآن الكريم، وكان من أوائل من التحقوا بالمعاهد العلمية التي كانت تشرف عليها الدولة.

## دوره الدعوي
شغل الشيخ حنتوس لاحقًا منصب مدير المعاهد العلمية في محافظة ريمة، وساهم في تخريج أجيال من طلاب العلم. وبعد إغلاق تلك المعاهد من قبل قوات الحوثيين، لم يتوقف عن أداء رسالته، بل قام بتأسيس دار لتحفيظ القرآن الكريم في مديرية السلفية، وظل يُعلّم فيها لأكثر من أربعين عامًا.
تميّز الشيخ بتواضعه وتفانيه في تعليم الأيتام وأبناء الفقراء ولم يكن منخرطًا في أي توجهات سياسية، بل كان همه الأكبر هو نشر العلم وترسيخ القيم الإسلامية في المجتمع.
الشيخ صالح أحمد حنتوس، أحد أبرز علماء محافظة ريمة اليمنية، كرّس حياته في خدمة القرآن والعلم الشرعي لأكثر من أربعة عقود. بدأ مسيرته مديرًا للمعاهد العلمية، ثم أسّس دارًا لتحفيظ القرآن بعد أن أغلق الحوثيين تلك المعاهد، وظل يُعلّم الأجيال ويحتضن الأيتام وأبناء الفقراء. عُرف بمواقفه المعتدلة وبُعده عن الصراعات السياسية، وكان منارة علمية وروحية في منطقته. رغم تقدمه في السن، واجه محاولات التضييق والتصفية، حتى اغتالته مسلحو الحوثيين في منزله يوم 2 يوليو 2025، بعد حصار وقصف دام لساعات.

## نشاطه السياسي
الشيخ صالح حنتوس كان ينتمي إلى حزب التجمع اليمني للإصلاح. على الرغم من أنه لم يكن ناشطًا سياسيًا بشكل علني، إلا أنه كان يشغل منصب رئيس دائرة التوجيه والإرشاد في المكتب التنفيذي للحزب في محافظة ريمة، وكان يُعتبر من أبرز قياداته في المنطقة.
إضافة إلى ذلك، أفادت مصادر قبلية بأنه كان ينتمي إلى الجناح السلفي لحزب الإصلاح، وكان يمارس أنشطته التعليمية والدعوية بشكل طبيعي قبل مقتله.

## إغتياله
في الثاني من يوليو 2025، قُتل الشيخ حنتوس في هجوم شنته جماعة الحوثي على منزله في مديرية السلفية بمحافظة ريمة في إطار استهدافها للرموز السلفية المعادية لها في المنظقة. وقد وصفه حزب الإصلاح بـ"شهيد الموقف"، مؤكدًا أن استهدافه يعكس "خوف الحوثيين من فكرة الجمهورية" التي كان يمثلها.